# زوران پانچیچ
زوران پانچیچ (انگلیسی: Zoran Pančić؛ زادهٔ ۲۵ سپتامبر ۱۹۵۳) قایقران روئینگ اهل یوگسلاوی بود.